# العمالقة (فلم)
العمالقة فِلم مصري من إخراج حسام الدين مصطفى ، وتأليف فيصل ندا، وبطولة: أحمد رمزي، ناهد شريف، يوسف شعبان، سمير صبري، بوسي، سيد زيان.

## ملخص الفيلم
تدور أحداث فيلم "العمالقة" حول ثلاثة أصدقاء يتشاجرون ويدخلون السجن، وبعد إطلاق سراحهم، يسعون لبدء حياة جديدة. يمثل حماده مصمم الأزياء الناجح، بينما يعمل شلبى كمندوب تأمين، ويسافر سليم إلى الإسكندرية للعمل في الميناء. في الإسكندرية، يلتقي سليم بورده، التي تحبه، وبشهيرة التي يحبها في صمت.
تتصاعد الأحداث عندما تواجه العصابة التي يرأسها إيزاك وباهر سليم عبر رجل العصابات مرزوق. مع خروج توفيق من السجن، يكتشف سليم مؤامرة ضده يقودها باهر، الذي استولى على شركة ابنته شهيرة، التي تجهل الموقف. يتدخل حماده وشلبى للتحقيق في أسرار العصابة وإبلاغ سليم بها، لكن توفيق يموت بعد أن يكشف السر. تتوالى المطاردات والمغامرات بين الأصدقاء الثلاثة ورجال العصابة، وفي النهاية ينتصر سليم وشلبى وحماده، وينجحون في الانتقام من العصابة، مما يعيد الأمور إلى نصابها.

## فريق العمل
- أحمد رمزي، بدور سليم.
- ناهد شريف، بدور وردة.
- يوسف شعبان، بدور باهر.
- سمير صبري، بدور حمادة.
- بوسي، بدور شهيرة.
- سيد زيان، بدور شلبي.
- منى إبراهيم، بدور راقصة.
- هياتم، بدور راقصة.
- عبد العزيز أبو الليل، بدور توفيق.
- محمد صبيح، بدور مرزوق.[4]

## وصلات خارجية
- مقالات تستعمل روابط فنية بلا صلة مع ويكي بيانات